# S/S Harburg (1919)
S/S Harburg är ett tyskt lastfartyg som byggdes 1919 och förliste den 16 februari 1957 efter en  kraftig kollision mitt i farleden utanför Lidingö. Vraket ligger på kölen i cirka 30 graders lutning och djupet är cirka 25 meter vid aktern och 38 meter vid fören. Fören är avbruten. Det ångdrivna fartyget var byggt av stål och tillhörde Poljo Rederi i Hamburg. Kapten ombord var Eberhard Wirbelitz.
Kollisionen inträffade när fartyget fullastat med järntackor var på väg från Hamburg till Liljeholmen i Stockholm. Resan över Östersjön hade gått bra och var nästan helt avslutad när hon i tät dimma rammades av M/T Tinny som var tio gånger större, vilket åsamkade henne så svåra skador att hon nästan omedelbart kollapsade och sjönk. Ångpannan exploderade varmed Harburg slets sönder invändigt och tio personer ombord följde med henne ner i djupet. Fören vilar nedborrad i dybotten, medan aktern med sin enorma propeller hänger fritt i öppet vatten.
Eftersom vraket ligger mitt i den trafikerade farleden måste man först kontakta lotsen innan man får dyka på platsen.
Under senare år har man upptäckt att vraket läcker olja och är att betrakta som en miljöbomb. 2017 fattades det ett beslut om att sanera vraket, något som sedan genomfördes hösten 2024.